# Station Wien Rennweg
Haltestelle Wien Rennweg is een station van de S-Bahn van Wenen. Het station is verbouwd tussen 2000 en 2002 om de accommodaties voor de City Airport Train te bouwen. De perrons van de S-Bahn liggen onder het kruispunt van de Rennweg met de Urgarggasse. Men kan hier overstappen op bussen en trams. In de plannen van de metro was een zuidtak van de metrolijn U2 opgenomen die onder de Rennweg zou lopen met een halte bij station Rennweg. De zuidtak van de U2 krijgt een westelijker gelegen traject in het kader van het project Linienkreuz U2xU5. De "oude" zuidtak geldt sinds 2018 als mogelijke verlenging van U5. 